# Нотър Дам (Лан)
Нотър Дам от Лан (на френски: Cathédrale Notre-Dame de Laon) е готическа катедрала в пикардийския град Лан, Франция.

## Предшестващи сгради
Първият камък на катедралата в Лан е положен от епископ Герфрид (774 – 779). Храмът е посветен на Христос и Богородица и е осветен през 800 г. в присъствието на Карл Велики.
След 250 години сградата е престроена в римски стил при покровителството на местния епископ Елинан. През 1071 г. в тази катедрала е коронясян Филип I Френски. По време на вълнения през 1112 г. храмът е опожарен. Възстановителните работи отемат 2 г.
С нарастването на града романската катедрала спира да побира паството. Епископията се разширявана благодарение на наплива на поклонници и на търговията. За да не изостава от съседните градове в Пикардия, съревноваващи се помежду си повече големина и простор на храмовете, епископ Готие дьо Мортан през 1155 г. взема решение да построи нова величествена катедрала. Малките хорове, предназначени за паството и поклонниците, са разрушени до основата, а на тяхно място са построени нови правоъгълни, които са характерни за катедралите в Англия.
Изграждането на големите готически катедрали в Пикардия се дължи на следните обстоятелства:
- наличие на местен бял камък;
- наличие на гори, използваеми за строителството;
- наличието на голяма и богата община, заинтересована от изграждането на катедрала;
- присъствие в Пикардия на високо квалифицирани сдружения на архитекти и строители.

През 1205 – 1215 г. катедралата е разширена на изток. За това се разрушават заоблените хорове на олтара, без да се засягат вече създадените части. Благодарение на това разширяване трансептът се оказа почти в центъра на сградата. Строителството на катедралата продължава до 1235 г.
Средокръстието има отделен свод, закрит отвън с четирискатен покрив шатра (вероятно най-хармоничният елемент от храмовата архитектура). По-късно между контрафорсите на катедралата се строи венец от 27 параклиса.

## Готическа сграда
По план Ланската катедрала е базилика с един трансепт, кули и напълно завършена западна фасада. По първоначалния план броя на кулите е повече – планирани са седем, но са построени само четири.
Катедралата „Нотър Дам от Лан“ (започната около 1190 г.) е построена по същото време като Нотър Дам дьо Пари и е също толкова голям проект, но има поразително различен вид. Лан е построена на върха на хълм, висок 100 м, което го прави видим от голямо разстояние. Върхът на хълма налага специална тежест за строителите; всички камъни трябва да бъдат пренесени до върха на хълма в каруци, теглени от волове. Воловете, които извършват работата, са почетени със статуи на кулата на готовата катедрала.
- Статуи на волове
- Водоливник
- Водоливник
- Водоливник

„Нотър Дам от Лан“ също е необичайна заради петте си кули; две на западната фасада, две на трансептите и осмоъгълен купол. Лан, както повечето ранни готически катедрали, има четири вътрешни нива. Лан също има редуващи се осмоъгълни и квадратни стълбове, поддържащи кораба, но те се опират на масивни стълбове, направени от камък, като му придават по-голяма хармония и по-голямо усещане за дължина.  Новата катедрала е с необичайна по форма; апсидата на изток е плоска, не е заоблена, а хорът е изключително дълъг, почти толкова дълъг колкото кораба. Друга забележителна черта на катедралата са трите големи розетни прозорци, един на западната фасада и два на трансептите (остават само западните и северните прозорци). Друга необичайна нейна особеност е сводът на кулата, пресечен от трансепта, най-вероятно вдъхновен от църквите на Норманското готическо абатство в Кан.
- Катедралата в Лан (1150-те г. – 1230 г.)
- Корабът на катедралата в Лан, обърнат на изток
- Западната фасада
- Стъклопис
- Скулптура на цар Соломон

## Размери
- Дължина на катедралата – 110,50 м;
- Ширина – 30,65 м;
- Височина на централния неф – 24 м;
- Трансепт – ширина – 22 м;
- Трансепт – дължина 54 м;
- Кули на западната фасада – 56 м.

Стъклописите са малко, но въпреки разрушаването им през Френско-пруската война и пристройката на олтара са запазени средновековни стъклописи розети и три готически прозорци.

## В катедралата са погребани
- Емануил Сен-При – герой от Отечествената война през 1812 г.